# Argyresthia pallidella
Argyresthia pallidella is een vlinder uit de familie van de pedaalmotten (Argyresthiidae). De wetenschappelijke naam van de soort werd in 1918 gepubliceerd door Braun.